# Осташевська (муніципальне утворення «Благовєщенське»)
Осташевська (рос. Осташевская) — присілок в Вельському районі Архангельської області Російської Федерації.
Населення становить 79 осіб. Входить до складу муніципального утворення Благовєщенське муніципальне утворення.

## Історія
Від 1937 року належить до Архангельської області.
Від 2004 року належить до муніципального утворення Благовєщенське муніципальне утворення.

## Населення
| 2002 | 2010 | 2012 | 2014 |
| ---- | ---- | ---- | ---- |
| 69   | ↘60  | ↗76  | ↗79  |